# عالم مثالي (فلم)
عالم مثالي هو فيلم أمريكي من إخراج كلينت إيستوود وتم إصداره في عام 1993 .

## ملخص
في عام 1962، هرب بوتش هاينز وتيري بوغ من سجن هانتسفيل في تكساس . وخلال هروبهما، اختطفا صبيًا صغيرًا يُدعى فيليب. لكن تتدهور العلاقة بين الهاربين، لدرجة أن بوتش يقتل شريكه الذي حاول الاعتداء على الطفل. تدريجيًا، تنشأ علاقة قوية متبادلة، أشبه بعلاقة الأب والابن، بين بوتش والطفل، حيث يشترك كلاهما في قصة طفولة بدون أب.
في الوقت نفسه، تبدأ مطاردة الهاربين من طرف مجموعة من ضباط الشرطة، بمن فيهم ريد غارنيت حارس تكساس  . الضباط على يقين بأن الطفل في خطر كبير، إذ إنه محتجز كرهينة لدى هذا الهارب الخطير و لا يعلمون حقيقة الأمر.

## وصلات خارجية
1. ↑  مذكور في: معجم الأفلام العالمية. لغة العمل أو لغة الاسم: الألمانية. الناشر: Zweitausendeins.
2. ↑  وصلة مرجع: http://www.imdb.com/title/tt0107808/. الوصول: 9 يوليو 2016.
3. 1 2 3 4  وصلة مرجع: http://stopklatka.pl/film/doskonaly-swiat. الوصول: 9 يوليو 2016.
4. 1 2 3 4 5  وصلة مرجع: http://fdb.pl/film/3683-doskonaly-swiat. الوصول: 9 يوليو 2016.
5. 1 2 3 4 5 6 7 8  وصلة مرجع: http://www.ofdb.de/film/2303,Perfect-World. الوصول: 9 يوليو 2016.
6. 1 2 3 4 5  وصلة مرجع: http://www.filmaffinity.com/en/film229222.html. الوصول: 9 يوليو 2016.
7. 1 2 3 4 5 6  وصلة مرجع: http://www.imdb.com/title/tt0107808/fullcredits. الوصول: 9 يوليو 2016.
8. ↑  وصلة مرجع: http://www.allocine.fr/film/fichefilm_gen_cfilm=8966.html. الوصول: 9 يوليو 2016.
9. 1 2 3 4  مذكور في: قاعدة بيانات الأفلام التشيكية السلوفاكية. لغة العمل أو لغة الاسم: التشيكية. تاريخ النشر: 2001.